# Niżnieje Soskowo
Niżnieje Soskowo (ros. Нижнее Сосково) – wieś (ros. деревня, trb. dieriewnia) w zachodniej Rosji, w sielsowiecie kostielcewskim rejonu kurczatowskiego w obwodzie kurskim.

## Geografia
Miejscowość położona jest nad rzeką Łomna, 13 km od centrum administracyjnego sielsowietu kostielcewskiego (Kostielcewo), 12 km od centrum administracyjnego rejonu (Kurczatow), 33 km od Kurska.
W granicach miejscowości znajdują się 43 posesje

## Demografia
W 2010 miejscowość zamieszkiwały 83 osoby.